# Episodi di T. and T. (seconda stagione)
| nº | Titolo originale            | Titolo italiano              | Prima TV USA     | Prima TV Italia |
| -- | --------------------------- | ---------------------------- | ---------------- | --------------- |
| 1  | Straight Line: part I       | L'attentato (Parte Uno)      | 24 ottobre 1988  |                 |
| 2  | Straight Line: part II      | L'attentato (Parte Due)      | 24 ottobre 1988  |                 |
| 3  | Straight Line: part III     | L'attentato (Parte Tre)      | 24 ottobre 1988  |                 |
| 4  | Straight Line: part IV      | L'attentato (Parte Quattro)  | 24 ottobre 1988  |                 |
| 5  | The Whole Truth             | Tutta la verità              | 31 ottobre 1988  |                 |
| 6  | A Secret No More            | Donne in lotta               | 7 novembre 1988  |                 |
| 7  | Fast Friends                | Amici per la pelle           | 14 novembre 1988 |                 |
| 8  | Every Picture...            | Fotografie                   | 21 novembre 1988 |                 |
| 9  | Hostage                     | Ostaggi                      | 28 novembre 1988 |                 |
| 10 | Conspiracy                  | Un milione di dollari        | 5 dicembre 1988  |                 |
| 11 | Hard Way Home               | L'uomo con la maschera       | 23 gennaio 1989  |                 |
| 12 | Wendell's Story             | La storia di Wendell         | 30 gennaio 1989  |                 |
| 13 | Hunted                      | Un conto in sospeso          | 6 febbraio 1989  |                 |
| 14 | The Contender               | Il rivale                    | 13 febbraio 1989 |                 |
| 15 | Jump Start                  | Il riscatto                  | 20 febbraio 1989 |                 |
| 16 | Substitute Teacher          | Lezioni di vita              | 27 febbraio 1989 |                 |
| 17 | T.S. Turner for the Defense | Una testimonianza importante | 1º maggio 1989   |                 |
| 18 | Thicker Than Water          | Due ragazzi in gamba         | 8 maggio 1989    |                 |
| 19 | Family Honour               | Il potere del Katana         | 15 maggio 1989   |                 |
| 20 | A Natural Death             | Una morte naturale           | 22 maggio 1989   |                 |